# Конвергентна еволуција
Конвергентна еволуција је независна еволуција сличних особина међу врстама из различитих периода или епоха у времену. Конвергентна еволуција ствара аналогне структуре које имају сличан облик или функцију, али нису биле присутне у посљедњем заједничком претку тих група. Кладистички израз за исту појаву је хомоплазија. Рекурентна револуција лета је класичан примјер, јер су летећи инсекти, птице, птеросаури и слијепи мишеви независно развили корисне способности лета. Функционално сличне карактеристике које су настала конвергентном еволуцијом су аналогне, док хомологне структуре или особине имају заједничко поријекло, али могу имати различите функције. Крила птица, слијепих мишева и птеросаура су аналогне структуре, али су има предњи удови хомологни и дијеле стање предака упркос обављања различитих функција.
Супротност од конвергенције је дивергентна еволуција, гдје сродне врсте развијају различите особине. Конвергентна еволуција је слична паралелној еволуцији, која се јавља када двије независне врсте еволуирају у истом смјеру и на тај начин независно стекну сличне карактеристике; нпр. летеће жабе су се паралелно развиле од више врста жаба с дрвећа.
У биљкама су познати многи случајеви конвергентне еволуције, укључујући поновљени развој C4 угљеничне фиксације, ширење смјена меснатим плодовима прилагођеним за исхрану животиња и месоједа.